# Código del Trabajo de Chile de 1987
Código del Trabajo de la República de Chile de 1987 fue un cuerpo legal chileno que regulaba las relaciones laborales en dicho país. Rigió entre 1987 y 1994, año en que fue reemplazado por el actual Código del Trabajo de Chile.

## Historia
A fines de la década de 1970, la dictadura militar dictó una serie de decretos leyes conocidos como «Plan Laboral», los cuales fueron progresivamente desmantelando la estructura normativa de la legislación laboral contenida en el Código del Trabajo de 1931. Ante la necesidad de codificar la nueva legislación, se constituyeron diversas comisiones para tal efecto.
En mayo de 1986, por medio del Decreto Supremo Nº90, se designó una nueva comisión presidida por William Thayer Arteaga, con el objeto de elaborar un anteproyecto de Código del Trabajo ajustado a la legislación vigente. Esta comisión estuvo integrada además por los juristas Ximena Gutiérrez, Alfredo Bowen, Rubén Mera, Patricio Novoa, Alfredo Valdés, Sergio Reiss y Luis Giacchino, este último como secretario. Posteriormente se incorporó Daniel Bernales.
De esta comisión surgió un proyecto de Código del Trabajo, aprobado por la Junta de Gobierno. Fue publicado como Ley Nº18.620 en el Diario Oficial el 6 de julio de 1987, la cual empezó a regir 30 días después de su publicación.
El 24 de enero de 1994, se publicó el Decreto con Fuerza de Ley N.º 1 del Ministerio del Trabajo y Previsión Social, que dispuso la dictación de un nuevo Código del Trabajo, que reemplazó al de 1987.

## Estructura
- Título Preliminar
- Libro I: Del contrato individual de trabajo y de la capacitación laboral
- Libro II: De la protección a los trabajadores
- Libro III: De las organizaciones sindicales y del delegado del personal
- Libro IV: De la negociación colectiva
- Libro V: De la jurisdicción laboral
- Título final
- Artículos transitorios